# Complexo de lançamento espacial 41 de Cabo Canaveral

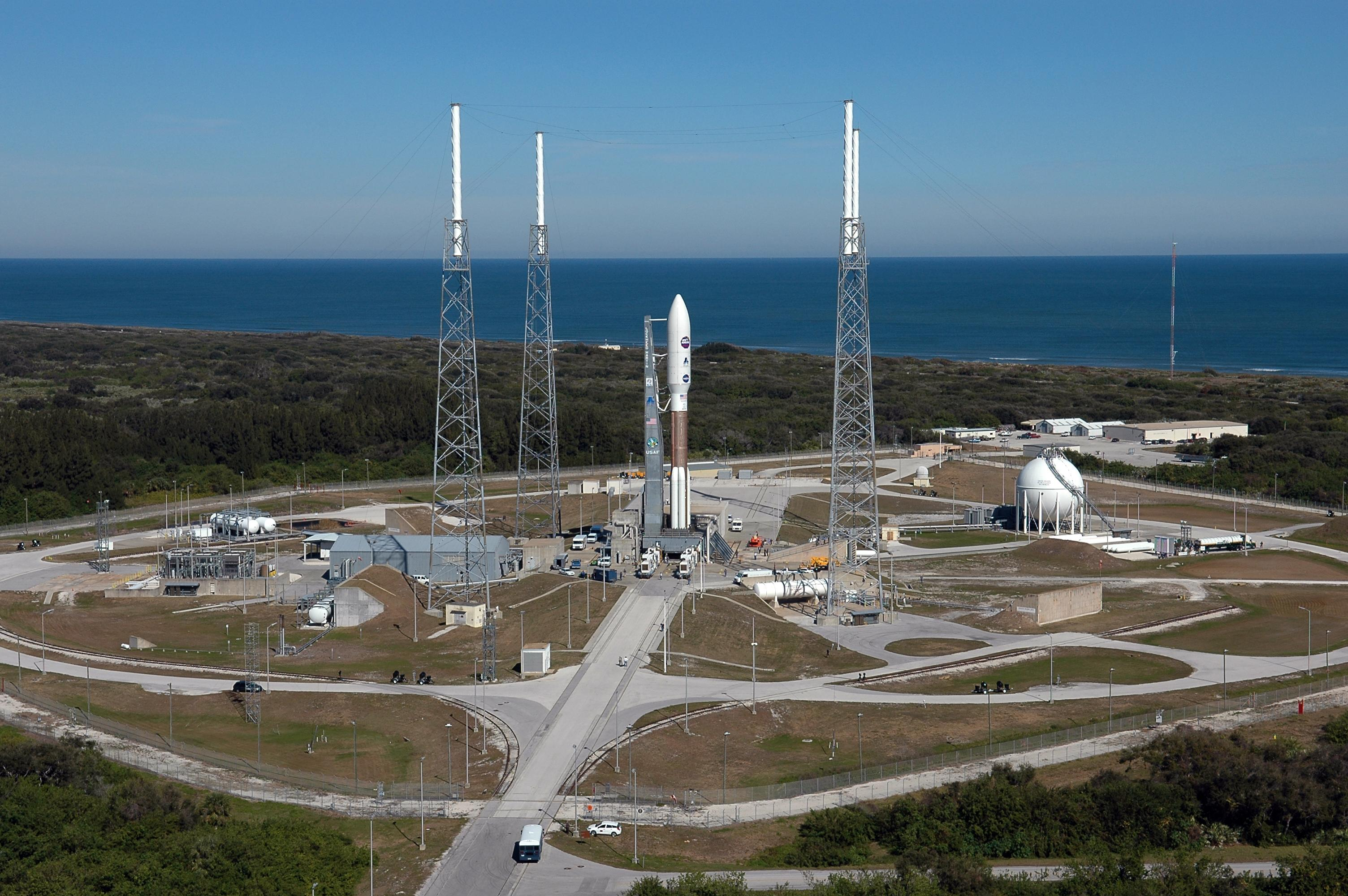
Visão geral do complexo

O Complexo de lançamento espacial 41 de Cabo Canaveral (em inglês: Cape Canaveral Space Launch Complex 41, SLC-41) é um complexo de lançamento de foguetes na Estação da Força Espacial de Cabo Canaveral, localizado na Flórida, Estados Unidos. O complexo é atualmente utilizado pela United Launch Alliance para o lançamento de foguetes Atlas V e Vulcan Centaur. Anteriormente, ele havia sido usado pela Força Aérea dos Estados Unidos para o lançamento dos foguetes Titan IIIC, IIIE e IV.